# Nekrolog 2. Quartal 1902
Nekrolog
◄◄
| ◄
| 1898
| 1899
| 1900
| 1901
| 1902 | 1903 | 1904 | 1905 | 1906 | ► | ►►
1. Quartal |
2. Quartal |
3. Quartal |
4. Quartal 1902
Weitere Ereignisse | Allgemeiner Nekrolog 1902
Die Beschreibung der verstorbenen Person sollte so kurz wie möglich gehalten sein und nur deren signifikante Tätigkeit(en) enthalten.
Neue Namen ggf. auch unter dem Geburts- und Sterbedatum, also etwa unter 1. Januar und im Geburts- und Sterbejahr (2024) eintragen (nur bei entsprechender großer Wichtigkeit). Für Beispiele siehe die schon vorhandenen Artikel.
Außerdem über die fünf zuletzt Verstorbenen, zu denen es einen ausreichend guten Artikel für eine Präsentation auf der Hauptseite gibt, nach der todesbedingten Überarbeitung der Artikel ggf. auch unter Wikipedia Diskussion:Hauptseite informieren und sie am besten auch in den anderen Wikipedia-Sprachversionen eintragen. Tipp: Regelmäßig bei news.google.de nach „ist tot“, „gestorben“ oder „verstorben“ suchen.
Wenn eine Person gestorben ist, gibt es viele Seiten zu dieser Person in der Wikipedia, die davon auch betroffen sind und entsprechend aktualisiert werden müssen. Beispiele: Namenübersichtsseite, Geburtsjahr, Geburtsort-Seiten und viele mehr.
Wie finde ich die betroffenen Seiten?
Im Suchfeld auf der linken Seite gibt man den Suchbegriff so ein: „Vorname Nachname“. Dann klickt man auf Volltext und alle Seiten mit entsprechendem Suchtext werden aufgerufen. Hier sieht man dann schnell, wo auch das Todesjahr Sinn macht oder sogar ein Teil des Artikels angepasst werden muss. Auch hilft das „Werkzeug“ auf der linken Seite sehr gut, um solche Seiten aufzufinden: „Links auf diese Seite“. Somit ist die Wikipedia wieder aktuell in allen Bereichen! Hinweis: bei Eintragung der Kategorie „Gestorben JAHR“ wird der Missbrauchsfilter 49 ausgelöst, was jedoch nicht schlimm ist. Siehe: Spezial:Missbrauchsfilter/49
Dies ist eine Liste von im zweiten Quartal 1902 verstorbenen bekannten Persönlichkeiten. Die Einträge erfolgen innerhalb der einzelnen Daten alphabetisch sortiert. Tiere sind im Nekrolog für Tiere zu finden.

## April
| Tag       | Name                                 | Beruf, bekannt als                                                                | Alter | Beleg |
| --------- | ------------------------------------ | --------------------------------------------------------------------------------- | ----- | ----- |
| 1. April  | Amalie Buchheim                      | deutsche Museumsleiterin                                                          | 82    |       |
| 1. April  | Thomas Dunn English                  | US-amerikanischer Politiker und Autor                                             | 82    |       |
| 1. April  | Joseph S. Fowler                     | US-amerikanischer Politiker (Republikanische Partei)                              | 81    |       |
| 1. April  | Wilhelm Langerhans                   | deutscher Reichsgerichtsrat                                                       | 85    |       |
| 2. April  | Antje Brons                          | deutsche Kirchenhistorikerin und Schriftstellerin                                 | 91    |       |
| 2. April  | Rulemann Carl Edmund Grisson         | deutscher Kaufmann und Politiker, MdHB                                            | 63    |       |
| 2. April  | Esther Hobart Morris                 | US-amerikanische Richterin und Frauenrechtlerin                                   | 89    |       |
| 3. April  | Ernest Lauth                         | deutscher Bankier, Bürgermeister und Politiker, MdR                               | 75    |       |
| 3. April  | Hugo Erich Meyer von Klinggräff      | deutscher Botaniker und Bryologe                                                  | 81    |       |
| 3. April  | Edmund von Pfleiderer                | deutscher Philosoph                                                               | 59    |       |
| 3. April  | Andreas Reischek                     | österreichischer Forschungsreisender, Ethnograph und Ornithologe                  | 56    |       |
| 4. April  | Josef Ferch                          | rumäniendeutscher Lehrer, Komponist, Chorleiter, Musikpädagoge und Kirchenmusiker | 62    |       |
| 4. April  | Hermann Weber                        | Landtagsabgeordneter Großherzogtum Hessen                                         | 71    |       |
| 5. April  | Hans Buchner                         | deutscher Arzt, Bakteriologe und Hygieniker                                       | 51    |       |
| 5. April  | Jean Felix                           | Theaterschauspieler und Sänger                                                    |       |       |
| 5. April  | Gottfried Fenner                     | deutscher Jurist und Politiker (NLP), MdR                                         | 72    |       |
| 6. April  | Walther Arnsperger                   | deutscher Philosoph                                                               | 31    |       |
| 6. April  | Carman A. Newcomb                    | US-amerikanischer Politiker                                                       | 71    |       |
| 6. April  | Émilien Renou                        | französischer Meteorologe                                                         | 87    |       |
| 6. April  | Gleb Iwanowitsch Uspenski            | russischer Schriftsteller                                                         | 58    |       |
| 7. April  | Anton Fischer                        | österreichischer Stahlwarenfabrikant                                              | 89    |       |
| 8. April  | Heinrich Hafner                      | Schweizer Jurist und Bundesrichter                                                | 63    |       |
| 8. April  | John Wodehouse, 1. Earl of Kimberley | britischer Adliger und Staatsmann                                                 | 76    |       |
| 9. April  | Ludwig Kreutzer                      | deutscher Autor                                                                   | 69    |       |
| 11. April | Wade Hampton III.                    | konföderierter General im Amerikanischen Bürgerkrieg und Politiker                | 84    |       |
| 11. April | Franz Reiff                          | deutscher Bildnis- und Historienmaler                                             | 67    |       |
| 11. April | Theodor zu Stolberg-Wernigerode      | deutscher Rittergutsbesitzer und Politiker, MdR                                   | 74    |       |
| 11. April | Julius Zimmermann                    | deutscher Kommunalpolitiker in Steglitz                                           | 67    |       |
| 12. April | Alfred Cornu                         | französischer Physiker                                                            | 61    |       |
| 12. April | Heinrich Flora                       | österreichischer Gemeindearzt und Waldbauer                                       | 72    |       |
| 12. April | Lorédan Larchey                      | französischer Historiker, Romanist und Lexikograf                                 | 71    |       |
| 12. April | Friedrich Wilhelm Vattmann           | Bürgermeister von Gelsenkirchen                                                   | 54    |       |
| 13. April | Giuseppe Barzilai                    | Rechtsanwalt und Semitist                                                         | 78    |       |
| 13. April | Hans von Hebra                       | österreichischer Dermatologe                                                      | 54    |       |
| 13. April | Barend Hendrik Koekkoek              | niederländischer Landschafts- und Marinemaler                                     | 52    |       |
| 13. April | Oleksandr Lasarewskyj                | ukrainischer Historiker                                                           | 67    |       |
| 13. April | Pauline Soltau                       | deutsche Geigerin und Malerin                                                     | 68    |       |
| 14. April | Édouard Didron                       | französischer Glasmaler                                                           | 65    |       |
| 15. April | Antonie Baumberg                     | österreichische Schriftstellerin                                                  | 44    |       |
| 15. April | Johann Joseph Bohrer                 | Schweizer römisch-katholischer Geistlicher                                        | 75    |       |
| 15. April | Jules Dalou                          | französischer Bildhauer                                                           | 63    |       |
| 15. April | John F. Follett                      | US-amerikanischer Politiker (Demokratische Partei)                                | 71    |       |
| 15. April | Adam Joseph Schwank                  | deutscher Stifter                                                                 | 82    |       |
| 15. April | Dmitri Sergejewitsch Sipjagin        | russischer Innenminister                                                          | 49    |       |
| 16. April | Carl Emil Baagøe                     | dänischer Seemaler                                                                | 72    |       |
| 16. April | Aurélien Scholl                      | französischer Journalist und Schriftsteller                                       | 68    |       |
| 17. April | Francisco de Asís de Borbón          | Königgemahl Isabellas II. von Spanien                                             | 79    |       |
| 18. April | Marcus Wolf Hinrichsen               | deutscher Kaufmann und Politiker, MdHB                                            | 72    |       |
| 18. April | Edmund Rabe                          | deutscher Schlachten-, Historien- und Genremaler sowie Lithograph                 | 86    |       |
| 18. April | Louise Ranco                         | deutsche Sängerin (Sopran)                                                        | 33    |       |
| 18. April | Anna Schimon-Regan                   | österreichisch-deutsche Sängerin und Gesangslehrerin                              | 60    |       |
| 19. April | Lucien Lester Ainsworth              | US-amerikanischer Politiker                                                       | 70    |       |
| 19. April | Heinrich XXII.                       | Fürst von Reuß ältere Linie                                                       | 56    |       |
| 19. April | Hans von Pechmann                    | deutscher Chemiker                                                                | 52    |       |
| 20. April | Julius Bruck                         | Zahnarzt und Buchautor                                                            | 61    |       |
| 20. April | Maximilian von Buri                  | deutscher Strafrechtler und Reichsgerichtsrat                                     | 77    |       |
| 20. April | Frank R. Stockton                    | US-amerikanischer Schriftsteller und Humorist                                     | 68    |       |
| 21. April | Charles S. Baker                     | US-amerikanischer Politiker                                                       | 63    |       |
| 21. April | Agnes Kayser-Langerhannß             | deutsche Schriftstellerin                                                         | 83    |       |
| 22. April | Heinrich Möller                      | deutscher Gewerkschafter und Politiker (SPD), MdR                                 | 51    |       |
| 22. April | Egbert Ludovicus Viele               | US-amerikanischer Offizier und Politiker                                          | 76    |       |
| 24. April | Edwin Hickman Ewing                  | US-amerikanischer Politiker                                                       | 92    |       |
| 24. April | Adolph Ferdinand Hertz               | deutscher Politiker, MdHB, Senator und Kaufmann                                   | 70    |       |
| 24. April | Marie Hesse                          | Mutter von Hermann Hesse, Lehrerin                                                | 59    |       |
| 24. April | Georg Speyer                         | deutscher Bankier und Mäzen                                                       | 67    |       |
| 25. April | Agostino Gaetano Riboldi             | italienischer Kardinal der römisch-katholischen Kirche                            | 63    |       |
| 26. April | Lazarus Fuchs                        | deutscher Mathematiker                                                            | 68    |       |
| 26. April | Bernhard von Schönberg               | deutscher Verwaltungsjurist in Sachsen                                            | 75    |       |
| 26. April | August von Wörndle                   | österreichischer Maler                                                            | 72    |       |
| 27. April | Julius Sterling Morton               | US-amerikanischer Politiker                                                       | 70    |       |
| 28. April | Henri Filhol                         | französischer Paläontologe, Höhlenforscher und Zoologe                            | 58    |       |
| 29. April | Daniel Campos                        | bolivianischer Entdecker, Autor, Politiker, Journalist und Rechtsanwalt           | 73    |       |
| 29. April | Anna Collin-Tobisch                  | österreichisch-niederländische Konzertsängerin, Gesangslehrerin und Chorleiterin  | 65    |       |
| 29. April | Robert Eduard von Hagemeister        | deutscher Verwaltungsjurist und Politiker                                         | 74    |       |
| 30. April | H. W. Curtiss                        | US-amerikanischer Politiker                                                       | 78    |       |

## Mai
| Tag     | Name                                   | Beruf, bekannt als                                                                         | Alter | Beleg |
| ------- | -------------------------------------- | ------------------------------------------------------------------------------------------ | ----- | ----- |
| 1. Mai  | John Glover                            | britischer Chemiker                                                                        | 85    |       |
| 2. Mai  | Amos J. Cummings                       | US-amerikanischer Politiker                                                                | 60    |       |
| 2. Mai  | Henry S. Harris                        | US-amerikanischer Politiker                                                                | 51    |       |
| 2. Mai  | Joseph Kriechbaumer                    | deutscher Entomologe                                                                       | 83    |       |
| 2. Mai  | Georg von Preußen                      | preußischer Prinz, General der Kavallerie und Schriftsteller                               | 76    |       |
| 4. Mai  | Francis Patrick Carney                 | US-amerikanischer Politiker                                                                | 55    |       |
| 4. Mai  | Peter J. Otey                          | US-amerikanischer Politiker                                                                | 61    |       |
| 4. Mai  | Carlos Sommervogel                     | Jesuit Verfasser der Bibliothèque de la Compagnie de Jésus                                 | 68    |       |
| 4. Mai  | Moritz Ferdinand Trautmann             | deutscher Mediziner und Hochschullehrer                                                    | 69    |       |
| 5. Mai  | Amancio Alcorta                        | argentinischer Politiker und Rechtswissenschaftler                                         | 59    |       |
| 5. Mai  | Michael Augustine Corrigan             | Erzbischof von New York                                                                    | 62    |       |
| 5. Mai  | Johann Friedel                         | deutscher Brauereibesitzer und Politiker (NLP), MdR                                        | 45    |       |
| 5. Mai  | Friedrich Goltz                        | deutscher Physiologe und Neffe des Schriftstellers Bogumil Goltz                           | 67    |       |
| 5. Mai  | Bret Harte                             | US-amerikanischer Schriftsteller                                                           | 65    |       |
| 5. Mai  | Eduard Saxinger                        | österreichischer Politiker                                                                 | 83    |       |
| 5. Mai  | Otto Zangemeister                      | deutscher Landwirt und Politiker (DFP), MdR                                                | 66    |       |
| 6. Mai  | Wilhelm Grapow                         | deutscher Architekt                                                                        | ≈74   |       |
| 6. Mai  | Joshua S. Salmon                       | US-amerikanischer Politiker                                                                | 56    |       |
| 6. Mai  | William Thomas Sampson                 | Konteradmiral der United States Navy                                                       | 62    |       |
| 6. Mai  | Heinrich Christian Steinmann           | deutscher Bassposaunist und königlich preußischer Kammermusiker                            | 82    |       |
| 7. Mai  | Heinrich Frans Angelo Antoine-Feill    | deutscher Rechtsanwalt und Kunstsammler                                                    | 83    |       |
| 7. Mai  | Adolf Beer                             | österreichischer Historiker, Politiker                                                     | 71    |       |
| 7. Mai  | Albert Henry Payne                     | englischer Stahlstecher, Maler, Illustrator und Herausgeber                                | 89    |       |
| 7. Mai  | Agostino Roscelli                      | italienischer Priester und Ordensgründer                                                   | 83    |       |
| 8. Mai  | Adrian Bingner                         | deutscher Jurist                                                                           | 71    |       |
| 8. Mai  | Paul Leicester Ford                    | US-amerikanischer Schriftsteller, Historiker und Biograf                                   | 37    |       |
| 9. Mai  | Julius Grosse                          | deutscher Schriftsteller und Theaterkritiker                                               | 74    |       |
| 9. Mai  | Otto Zardetti                          | Schweizer Theologe und Erzbischof                                                          | 55    |       |
| 10. Mai | Jean A. Duquette                       | kanadischer Geiger, Bratschist und Musikpädagoge                                           | 49    |       |
| 10. Mai | Edmund von Fellenberg                  | schweizerischer Geologe und Bergsteiger                                                    | 64    |       |
| 10. Mai | Sebastian Streeter Marble              | US-amerikanischer Politiker und Gouverneur von Maine (1887–1889)                           | 85    |       |
| 10. Mai | Wilhelm von Schöning                   | deutscher Gutsbesitzer, Landrat und Politiker, MdR                                         | 77    |       |
| 11. Mai | Richard Leach Maddox                   | englischer Arzt, Amateurfotograf und Fotopionier                                           | 85    |       |
| 11. Mai | Franz Arnold Sinning                   | deutscher Gutsbesitzer und Abgeordneter des Provinziallandtages der Provinz Hessen-Nassau  | 44    |       |
| 11. Mai | Jesse Stone                            | US-amerikanischer Politiker                                                                | 65    |       |
| 12. Mai | Caroline Ernst                         | deutschamerikanische Farmerin                                                              | 83    |       |
| 12. Mai | Ernst von Knappe                       | königlich preußischer Generalleutnant                                                      | 62    |       |
| 12. Mai | Julius Köstlin                         | deutscher evangelischer Theologe und Kirchenhistoriker                                     | 75    |       |
| 12. Mai | Hermann von der Reck                   | deutscher Forstbeamter und Parlamentarier                                                  | 80    |       |
| 12. Mai | Eduard Wimmer                          | bayerischer Offizier und Militär- und Heimatforscher                                       | 61    |       |
| 12. Mai | Marie Zakrzewska                       | US-amerikanische Ärztin für Gynäkologie und Frauenrechtlerin                               | 72    |       |
| 13. Mai | Ernst Hodel senior                     | Schweizer Landschaftsmaler und Panoramakünstler                                            | 50    |       |
| 13. Mai | Archie McEachern                       | kanadischer Radrennfahrer                                                                  |       |       |
| 14. Mai | William Miller Ord                     | britischer Mediziner (Chirurg)                                                             | 67    |       |
| 15. Mai | Rudolf Arendt                          | deutscher Chemiker und Pädagoge                                                            | 74    |       |
| 15. Mai | Caspar Schindler-Escher                | Schweizer Seidenstofffabrikant und Philanthrop                                             | 73    |       |
| 16. Mai | Stepan Walerijanowitsch Balmaschow     | russischer Sozialrevolutionär und Attentäter                                               | 21    |       |
| 16. Mai | Eugène Chavette                        | französischer Schriftsteller                                                               | 74    |       |
| 16. Mai | Stephen Heard Darden                   | US-amerikanischer Farmer und Politiker sowie Offizier in der Konföderiertenarmee           | 85    |       |
| 16. Mai | Adolf Kowallek                         | deutscher Gartenarchitekt                                                                  | 49    |       |
| 16. Mai | Wilhelm Pressel                        | deutscher Eisenbahningenieur                                                               | 80    |       |
| 16. Mai | Albert G. Riddle                       | US-amerikanischer Politiker (Republikanische Partei)                                       | 85    |       |
| 17. Mai | Georges Favon                          | Schweizer Journalist und Politiker                                                         | 59    |       |
| 17. Mai | Caroline von Frast                     | österreichische Malerin                                                                    | 61    |       |
| 17. Mai | Oskar von Seydewitz                    | deutscher Verwaltungsbeamter und Rittergutsbesitzer                                        | 65    |       |
| 18. Mai | August Oeltermann                      | Jurist und Geheimer Oberfinanzrat                                                          | 66    |       |
| 19. Mai | Carl Bargheer                          | deutscher Geiger, Kapellmeister, Komponist und Geigenlehrer                                | 70    |       |
| 19. Mai | Victor Habicht                         | deutscher evangelischer Geistlicher und Mitglied der I. Kammer der Hessischen Landstände   | 80    |       |
| 19. Mai | Leonhard Herold                        | Schweizer reformierter Pfarrer                                                             | 82    |       |
| 19. Mai | Hermann von Löhner                     | österreichischer Dramatiker und Literaturhistoriker                                        | 60    |       |
| 20. Mai | Karl Friedrich Skrzeczka               | deutscher Arzt                                                                             | 69    |       |
| 21. Mai | Carl Heyder                            | deutscher Orgelbauer                                                                       | 81    |       |
| 21. Mai | Carl Reuleaux                          | deutscher Ingenieur und Dichter                                                            | 75    |       |
| 22. Mai | Albert von Sachsen-Altenburg           | Prinz von Sachsen-Altenburg, General                                                       | 59    |       |
| 22. Mai | Mariano Escobedo                       | General der mexikanischen Armee und Gouverneur von Nuevo León und San Luis Potosí          | 76    |       |
| 22. Mai | Lilly Martin Spencer                   | amerikanische Künstlerin                                                                   | 79    |       |
| 23. Mai | Thomas B. Dunstan                      | US-amerikanischer Politiker                                                                | 52    |       |
| 24. Mai | Adolf Karl Koppen                      | deutscher evangelischer Generalsuperintendent                                              | 74    |       |
| 24. Mai | Julian Pauncefote, 1. Baron Pauncefote | britischer Diplomat und Regierungsbeamter, Botschafter in den Vereinigten Staaten und Peer | 73    |       |
| 24. Mai | Hubert Theophil Simar                  | Bischof von Paderborn (1891–1899), Erzbischof von Köln (1899–1902)                         | 66    |       |
| 25. Mai | Franz Richard Unterberger              | österreichischer Maler                                                                     | 64    |       |
| 26. Mai | Anton von Banhans                      | österreichischer Politiker                                                                 | 76    |       |
| 26. Mai | Jean-Joseph Benjamin-Constant          | französischer Maler und Grafiker                                                           | 56    |       |
| 26. Mai | Henry Clay McCormick                   | US-amerikanischer Politiker                                                                | 57    |       |
| 26. Mai | Almon Strowger                         | Erfinder der automatisch arbeitenden Telefonvermittlungsstelle                             | 62    |       |
| 26. Mai | Ayşe Teymûr                            | ägyptisch-türkische Poetin                                                                 | 61    |       |
| 27. Mai | Ferdinand Bender                       | deutscher Theologe und Hofprediger                                                         | 85    |       |
| 28. Mai | Eugen von Entreß-Fürsteneck            | preußischer Generalmajor                                                                   | 63    |       |
| 28. Mai | Adolf Kußmaul                          | deutscher Arzt und Hochschullehrer                                                         | 80    |       |
| 28. Mai | Robert Müllauer                        | deutscher Gutsbesitzer und Politiker (DFP), MdR                                            | 78    |       |
| 28. Mai | Christel Richelsen                     | deutscher Theaterschauspieler und -regisseur                                               | 56    |       |
| 28. Mai | Paul J. Sorg                           | US-amerikanischer Politiker                                                                | 61    |       |
| 29. Mai | Olga Arendt                            | deutsche Schriftstellerin und Schauspielerin                                               | 42    |       |
| 29. Mai | Michail Clodt von Jürgensburg          | russischer Landschaftsmaler, Mitglied der Peredwischniki-Gruppe                            | 69    |       |
| 29. Mai | Charles A. Hill                        | US-amerikanischer Politiker                                                                | 68    |       |
| 29. Mai | Hugo von Meyer                         | deutscher Jurist und Strafrechtler                                                         | 65    |       |
| 29. Mai | Heinrich Nagelschmidt                  | deutscher Architekt, Kirchenbaumeister im Erzbistum Köln                                   | 79    |       |
| 30. Mai | Gustav von Mandry                      | Hochschullehrer an der Universität Tübingen                                                | 70    |       |
| 30. Mai | Hulda Paul                             | deutsche Dichterin geistlicher Lieder                                                      | 28    |       |
| 30. Mai | Sylvester Pennoyer                     | US-amerikanischer Politiker                                                                | 70    |       |
| 31. Mai | Bernhard Loose                         | deutscher Bankier                                                                          | 66    |       |

## Juni
| Tag      | Name                                              | Beruf, bekannt als                                                                                   | Alter | Beleg |
| -------- | ------------------------------------------------- | --- | ----- | ----- |
| 1. Juni  | Theodor Joseph Blell                              | deutscher Politiker, MdR                                                                             | 74    |       |
| 1. Juni  | William Bull                                      | britischer Pflanzenjäger, Baumschulbesitzer und Botaniker                                            |       |       |
| 1. Juni  | Friedrich Karl Devens                             | deutscher Jurist und Schriftsteller                                                                  | 50    |       |
| 1. Juni  | Auguste Eichhorn                                  | deutsche Frauenrechtlerin und Sozialistin                                                            | 50    |       |
| 1. Juni  | Muhammad al-Mahdi as-Senussi                      | libyscher Sektenführer                                                                               |       |       |
| 1. Juni  | Mihail Pavel                                      | rumänischer Priester, Bischof von Großwardein, Bischof von Gherla                                    | 74    |       |
| 1. Juni  | John B. Penington                                 | US-amerikanischer Politiker                                                                          | 76    |       |
| 2. Juni  | Ernst Hückstädt                                   | deutscher Geistlicher und Autor                                                                      | 51    |       |
| 2. Juni  | William von Voigts-Rhetz                          | preußischer General der Infanterie                                                                   | 89    |       |
| 3. Juni  | Vital Grandin                                     | Bischof von Saint-Albert                                                                             | 73    |       |
| 3. Juni  | Ludwig Hammers                                    | deutscher Kommunalpolitiker                                                                          | 80    |       |
| 3. Juni  | Friedrich Bernhard Wartmann                       | Schweizer Botaniker                                                                                  | 71    |       |
| 3. Juni  | Wilhelm von Hanau-Hořovice                        | Sohn des Kurfürsten Friedrich Wilhelm I. von Hessen-Kassel, Fürst zu Hanau                           | 66    |       |
| 4. Juni  | Woldemar Harleß                                   | deutscher Historiker und Archivar                                                                    | 74    |       |
| 4. Juni  | Emil Lugo                                         | Maler, Grafiker                                                                                      | 61    |       |
| 4. Juni  | Otto Meissner                                     | deutscher Verleger                                                                                   | 82    |       |
| 4. Juni  | Woldemar Ribbeck                                  | deutscher Klassischer Philologe und Gymnasialdirektor                                                | 72    |       |
| 5. Juni  | Hermann von Brandt                                | deutscher Verwaltungs- und Polizeibeamter                                                            | 74    |       |
| 5. Juni  | Ferdinand Sommer                                  | deutscher Hochschullehrer, Professor für Anatomie und Zoologie                                       | 73    |       |
| 6. Juni  | Wilhelm Kreiten                                   | deutscher Jesuit, Lyriker, Literaturhistoriker und -Kritiker                                         | 54    |       |
| 6. Juni  | Robert von Reitzenstein                           | deutscher Jurist und preußischer Landrat des Kreises Recklinghausen                                  | 80    |       |
| 8. Juni  | Philipp Bayer                                     | deutscher Jurist und Politiker, MdR                                                                  | 33    |       |
| 8. Juni  | Gustav Bolle                                      | deutscher Schriftsteller                                                                             | 60    |       |
| 8. Juni  | Charles Ingalls                                   | Vater von Laura Ingalls Wilder                                                                       | 66    |       |
| 8. Juni  | Regnar Stephensen                                 | dänischer Kaufmann und Inspektor in Grönland                                                         | 36    |       |
| 8. Juni  | Karl Zangemeister                                 | deutscher Bibliothekar und Klassischer Philologe                                                     | 64    |       |
| 9. Juni  | Viktor Barvitius                                  | tschechischer Maler                                                                                  | 68    |       |
| 10. Juni | Herman L. Humphrey                                | US-amerikanischer Politiker                                                                          | 72    |       |
| 10. Juni | John Oakley Maund                                 | englischer Bankier, Bergsteiger und Jäger                                                            | 56    |       |
| 10. Juni | Mathias Mußweiler                                 | deutscher Architekt und kommunaler Baubeamter                                                        | 80    |       |
| 10. Juni | Auguste Schmidt                                   | deutsche Schriftstellerin und Mitbegründerin der deutschen Frauenbewegung                            | 68    |       |
| 10. Juni | Jacint Verdaguer                                  | spanischer Dichter                                                                                   | 57    |       |
| 10. Juni | Heinrich Wilhelmi                                 | deutscher Genre- und Tiermaler                                                                       |       |       |
| 11. Juni | Georg von Bleichröder                             | deutscher Bankier                                                                                    | 44    |       |
| 11. Juni | Otto Eckmann                                      | deutscher Maler und Grafiker                                                                         | 36    |       |
| 11. Juni | Adolf Heyden                                      | deutscher Architekt                                                                                  | 63    |       |
| 11. Juni | Hermann Schiller                                  | deutscher Pädagoge                                                                                   | 62    |       |
| 12. Juni | Jimmy Ross                                        | schottischer Fußballspieler                                                                          | 36    |       |
| 12. Juni | Friedrich Schaarschmidt                           | deutscher Landschafts- und Figurenmaler der Düsseldorfer Schule, Konservator und Kunstschriftsteller | 39    |       |
| 12. Juni | Woldemar Voullaire                                | deutscher Organist, Komponist und Prediger                                                           | 76    |       |
| 13. Juni | Friedrich Goldschmidt                             | deutscher Industrieller und Politiker (DFP), MdR                                                     | 65    |       |
| 13. Juni | Ferdinand Jäger                                   | deutscher Theaterschauspieler und Opernsänger (Tenor) und Gesangspädagoge                            | 62    |       |
| 15. Juni | Johann Siegwald Dahl                              | deutscher Maler                                                                                      | 74    |       |
| 15. Juni | Karl Kleiber                                      | österreichischer Komponist und Kapellmeister                                                         | 63    |       |
| 15. Juni | Robert J. Vance                                   | US-amerikanischer Politiker                                                                          | 48    |       |
| 16. Juni | Ernst Schröder                                    | deutscher Mathematiker und Logiker                                                                   | 60    |       |
| 17. Juni | Robert Henriques                                  | deutscher Chemiker                                                                                   | 44    |       |
| 17. Juni | Mathias Neumayer                                  | österreichischer Politiker                                                                           | 69    |       |
| 17. Juni | Karl Piutti                                       | deutscher Komponist                                                                                  | 56    |       |
| 17. Juni | Karl Ernst Wedel                                  | deutscher Konditor                                                                                   | 89    |       |
| 18. Juni | Friedrich Bayha                                   | deutscher Gastwirt und Politiker, MdR                                                                | 70    |       |
| 18. Juni | Samuel Butler                                     | britischer Schriftsteller, Komponist, Philologe, Maler und Gelehrter                                 | 66    |       |
| 18. Juni | Ferdinand Hernlund                                | schwedischer Landschaftsmaler und Illustrator                                                        | 64    |       |
| 18. Juni | Jacob Achilles Mähly                              | Schweizer Altphilologe                                                                               | 73    |       |
| 19. Juni | Albert                                            | König von Sachsen                                                                                    | 74    |       |
| 19. Juni | Caspar Joseph Brambach                            | deutscher Musiker und Komponist                                                                      | 68    |       |
| 19. Juni | John Emerich Edward Dalberg-Acton, 1. Baron Acton | britischer Historiker, liberaler Katholik und Journalist                                             | 68    |       |
| 19. Juni | Constant de Muyser                                | luxemburgischer Eisenbahningenieur, Industrieller und Numismatiker                                   | 50    |       |
| 22. Juni | Carl Ernst Becker                                 | sorbisch-deutscher Lehrer, Autor und Übersetzer                                                      | 80    |       |
| 22. Juni | Pieter Roelof Bos                                 | niederländischer Lehrer in den Fächern Niederländisch und Erdkunde                                   | 55    |       |
| 22. Juni | Thomas D. Johnston                                | US-amerikanischer Politiker                                                                          | 62    |       |
| 23. Juni | Wilhelm Engelhard                                 | deutscher Bildhauer                                                                                  | 88    |       |
| 23. Juni | Sidonie Turba                                     | österreichische Opernsängerin und Theaterschauspielerin                                              | 79    |       |
| 24. Juni | George Leake                                      | Premierminister von Western Australia                                                                | 45    |       |
| 24. Juni | Charles Debrille Poston                           | US-amerikanischer Politiker                                                                          | 77    |       |
| 27. Juni | Karl Nirrnheim                                    | preußischer Generalmajor und Kommandeur der 21. Feldartillerie-Brigade                               | 58    |       |
| 27. Juni | Charles Sotheran                                  | Journalist, Politiker, Freimaurer und Theosoph                                                       | 54    |       |
| 27. Juni | Levin von Wintzingeroda-Knorr                     | deutscher Politiker                                                                                  | 72    |       |
| 28. Juni | Edouard Castres                                   | Schweizer Maler                                                                                      | 64    |       |
| 28. Juni | Robert Hasenclever                                | deutscher Industrieller                                                                              | 61    |       |
| 29. Juni | Gustav Kratzmann                                  | böhmischer Maler und Restaurator                                                                     | 90    |       |
| 29. Juni | Louise Peterson                                   | deutsche Jugendschriftstellerin                                                                      | 73    |       |
| 29. Juni | Oskar Steigerwald                                 | deutscher Glasfabrikant                                                                              | 30    |       |
| 30. Juni | Robert von Bayer                                  | österreichischer Schriftsteller                                                                      | 67    |       |
| 30. Juni | Carl Kleemann                                     | deutscher Architekt und Bauunternehmer                                                               |       |       |
| 30. Juni | Rudolf Schuster                                   | deutscher Maler und Illustrator                                                                      | 53    |       |